# Adam Chadaj
Adam Chadaj (ur. 1 maja 1984 w Warszawie) – polski tenisista.
Najwyżej sklasyfikowany na 202. miejscu. Status profesjonalny ma od 2001. Jest zawodnikiem leworęcznym. W karierze singlowej raz doszedł do finału ATP Challenger Tour, w Koszycach (2005). W deblu odniósł dwa zwycięstwa w imprezach tej rangi: w Poznaniu (2004) w parze ze Stéphane Robertem i w Telde (2006) wspólnie z Michaelem Ryderstedtem.
W cyklu ATP World Tour zadebiutował w 2005 dochodząc do drugiej rundy w turnieju ATP Internatonal Series w Sopocie. W pierwszej rundzie pokonał Alessio Di Mauro, a w drugiej przegrał z José Acasuso.
Od 2005 reprezentant Polski w Pucharze Davisa.